# Hawa Jibril
Hawa Jibril (1920–2011) là một nhà thơ người Somalia, được biết đến đặc biệt với công việc của cô trong thể loại buraanbur.
Jibril sinh ra trong một gia đình du mục  trên cao nguyên Mudug. Cô sáng tác bài thơ đầu tiên của mình ở tuổi mười hai, lấy cảm hứng từ một cuộc chiến gia đình. Sau đó, cô trở thành thành viên của Đoàn Thanh niên Somalia. Năm 1993, cô di cư đến Toronto, nơi cô chết, để thoát khỏi Nội chiến Somalia; cô ấy không có giấy tờ chứng minh quốc tịch Somalia, và vì thế bị trì hoãn nhập quốc tịch. Một số bài thơ của bà sau đó đã được biên soạn và xuất bản bằng tiếng Anh và Somali bởi con gái của bà, Faduma Ahmed Alim, dưới tiêu đề And Then She Said, Saa Waxay Tiri.  Năm 2007, cuộc đời và thơ ca của cô là chủ đề của một vở kịch, Bridge of One Hair.